# Histamin

Strukturformel.

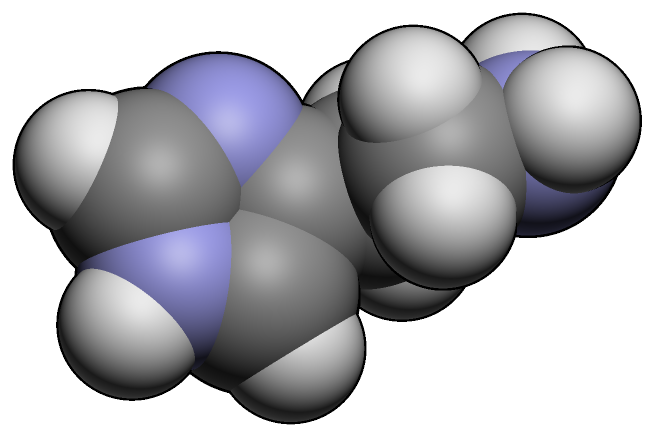
Molekylmodell.

Histamin eller imidazoletylamin (C5H9N3) är ett hormon och en signalsubstans, som framförallt är verksamt i immunförsvaret. Kemiskt sett är det en biogen monoamin och imidazol. Det är också verksamt vid allergier. Vid en svår allergisk reaktion (anafylaxi) frisläpps främst histamin som påverkar blodkärlen och orsakar främst svullnad i mun och svalg. 
Histaminet upptäcktes av Henry Dale år 1910. Det är ett kroppseget hormon, men tillförs också kroppen via livsmedel. Histamin finns i exempelvis rött vin, avokado, ost, feta och rökta fiskar, yoghurt, tomater med mera. Vissa födoämnen kan också få kroppen att utsöndra histamin, däribland bananer, choklad, ägg och ananas. Histamininducerad födoämneskänslighet yttrar sig i allergiliknande symtom.

## Biokemi
Histamin bildas framförallt i basofiler i vita blodkroppar, samt i granula i mastceller. Syntesen utgår från aminosyran histidin vilken dekarboxyleras av histidindekarboxylas (HDC) till histamin. Syntesen beror på tillgängligt histidin och reaktioner som leder till ökad HDC-aktivitet. Sådana reaktioner innefattar DNA-metylering, oxidativ stress, förändrade hormonvärden med mera.
Sedan histamin insöndrats i blodet når det sina målceller dit de binder via histaminreceptorer. Receptorerna finns på cellytorna i målorganen, i centrala nervsystemet och i kroppsvävnader. Det finns åtminstone tre histaminreceptorer, vilka kallas H1, H2 och H3. En del histamin lagras i särskilda histaminblåsor.
Sedan histaminet förbrukats bryts det ner genom metylering till N-metylhistamin. Denna process kan blockeras, varmed histaminnivån ökar.
Tuber cinereum i hypotalamus, nära tredje ventrikeln, och locus coeruleus utgör en del av det histaminerga systemet i centrala nervsystemet. Där sker hormonaktiviteten i respons på bland annat yttre och inre stress. Histaminet verkar också i bland annat hypotalamus, amygdala, basala ganglierna och hippocampus.

## Effekter
Histaminet utsöndras kontinuerligt, men extra mycket vid vissa tillstånd, och endast i vaket tillstånd. Det agerar på många plan i kroppen och nervsystemet. Det påverkar immunförsvaret, mag-tarmsystemet, glatt muskulatur, glukoneogenes och som frisättare av signalsubstanser. I centrala nervsystemet påverkar histaminet vakenhet och nyfikenhet, samt inlärning, minne och dygnsrytm.
Histaminets effekt moduleras av vilken receptor som den binder till. H1 reglerar bland annat genomsläppligheten i blodkärl, glatt muskulatur och hjärnans sockersyntes. H2 aktiveras i reaktion på adenylatcyklas, och utsöndrar magsyra, blockerar lymfocyternas funktioner, samt utövar effekt på glatt muskulatur. H3 reglerar frisättning av signalsubstanser.
Glatt muskulatur påverkas av histamin bland annat i form av kontraktion i andningsorganen. När H1 aktiveras orsakar histaminet svullnad av till exempel slemhinnor. Svullnaden ökar genomsläppligheten, varigenom vita blodkroppar lättare kan tränga in i vävnaden. Detta sker alltid och reglerar blodgenomströmningen, men i extra hög grad vid infektioner där det förhöjda histaminet ger upphov till flera av symtomen för inflammation. Vid allergier utsöndras histamin från mastcellerna, när mastcellerna reagerar på antigener. I det sammanhanget orsakar histamin rinnsnuva, hudutslag, svullnader, andnöd med mera.
I nervsystemet påverkar histaminet flera psykologiska beteenden och neurosensoriska uttryck, som vaksamhet och huvudvärk. I den periakveduktala grå massan påverkar histaminet rädslereaktioner och smärtförnimmelser. Histamin i hypotalamus styr beteenden som har att göra med att äta och dricka, samt kroppstemperatur. I dess paraventrikulära samt supraoptiska kärnor deltar histamin i homeostas genom att påverka oxytocin och vasopressin.

## Interaktioner
Histaminet i centrala nervsystemet interagerar med flera hormoner. Noradrenalin i locus coeruleus reglerar GABA, vilken i sin tur förstärker histaminet. Dopaminreceptorn D2 och serotonin exiterar också histamin. Om histaminet binder till H3 i substantia nigra hämmar det dock serotoninet och GABA.
Histamin hämmar troligen utsöndringen av tillväxthormon och TSH. Det ökar utsöndringen av ACTH, prolaktin, α-MSH och β-endorfiner, och hos kvinnor luteiniserande hormon.

## Histamin som läkemedel
Histamin har under senare år prövats som läkemedel mot allvarliga cancersjukdomar, framförallt vid en form av blodcancer, akut myeloisk leukemi. Tillförsel av histamin ger upphov till stimulering av immunförsvaret så att kroppen effektivare kan eliminera canceromvandlade celler. Histamindihydroklorid (en syntetisk form av histamin med varunamnet Ceplene) godkändes i juli 2008 av den europeiska läkemedelsmyndigheten EMEA som återfallsförebyggande behandling vid akut myeloisk leukemi inom Europeiska unionen.

## Histamin i mat och födoämneskänslighet
Histamin finns naturligt i livsmedel, och kroppen kan utsöndra det som svar på ämnen i mat, däribland tonfisk på burk, makrill, skaldjur, surströmming, tomat, hallon, jordgubbar, rödvin, ostar som parmesan och mögelostar, korv/salami, nötter och choklad.
Vissa människor har en födoämneskänslighet mot livsmedel som ökar kroppens histamin. Detta yttrar sig som allergi, med nysningar, diarré, klåda och ibland andnöd.